# Ghiacciaio Vidul
Il ghiacciaio Vidul (in inglese: Vidul Glacier) è un ghiacciaio lungo 7,5 km e largo 1,4, situato sulla costa di Zumberge, nella parte occidentale della Terra di Ellsworth, in Antartide. In particolare, il ghiacciaio, il cui punto più alto si trova a oltre 2000 m s.l.m., è situato nella regione settentrionale della dorsale Sentinella, nei monti Ellsworth. Da qui esso fluisce verso nord a partire dal fianco settentrionale del monte Reimer e da quello orientale del monte Dawson, sul versante orientale della catena principale della dorsale, fino ad unire il proprio flusso a quello del ghiacciaio Newcomer, a ovest del monte Warren.

## Storia
Il ghiacciaio Vidul è stato così battezzato dalla Commissione bulgara per i toponimi antartici in onore del capo ribelle bulgaro Vidul Voyvoda (1777-1833).